# 商用飛行執照
商用飛行执照（ 英文：Commercial Pilot License，简称CPL ） 是一种允许持有人作为飞机的飞行员，并为他的工作获得报酬的资格。取得该执照的基本要求和赋予它的权限由国际民用航空组织规定，然而在实际执行相当差别很大。根据国际民航组织的规定，商业飞行员执照的申请人必须能够读、说、写和理解英语并进行体检和接受培训，然后完成有关书面考试。申请人还必须完成至少300海里的单独越野飞行与在两个出发机场以外的机场着陆等。
该执照包含若干子资格或等级。这些更详细地规定了飞行员的实际权限，包括可驾驶的飞机的类型，是否被允许按仪表飞行规则飞行，以及是否可以指导和检查见习飞行员。

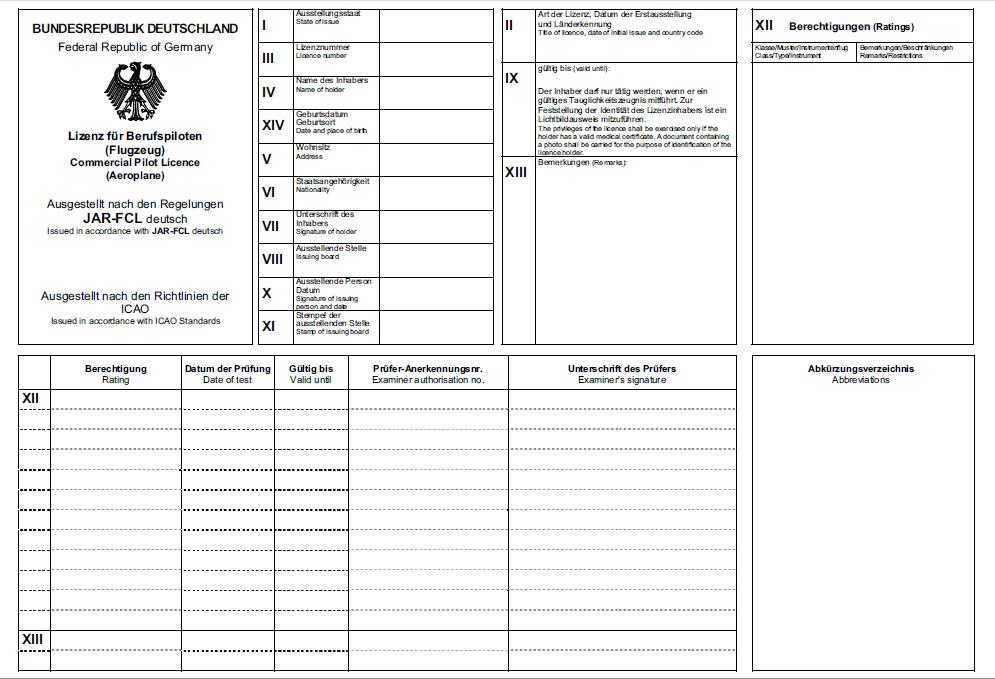
一份由德国签发的商用驾驶员执照